# Helmondia '55 in het seizoen 1965/66
Het seizoen 1965/1966 was het 11e jaar in het bestaan van de Helmondse betaaldvoetbalclub Helmondia '55. De club kwam uit in de Tweede divisie B en eindigde daarin op de 12e plaats. Tevens deed de club mee aan het toernooi om de KNVB beker, hierin werd de club in de groepsfase uitgeschakeld.

## Wedstrijdstatistieken

### Tweede divisie B
|       | Baronie | FC Den Bosch/BVV | D.F.C. | EDO   | Excelsior | Fortuna | Haarlem | Hermes DVS | Limburgia | NOAD  | RCH   | Roda JC | SVV   | Wilhelmina |
| ----- | ------- | ---------------- | ------ | ----- | --------- | ------- | ------- | ---------- | --------- | ----- | ----- | ------- | ----- | ---------- |
| Thuis | 0 – 1   | 0 – 3            | 3 – 3  | 6 – 1 | 1 – 0     | 3 – 1   | 2 – 1   | 4 – 2      | 5 – 2     | 1 – 4 | 2 – 3 | 0 – 4   | 0 – 1 | 3 – 2      |
| Uit   | 3 – 3   | 6 – 0            | 1 – 3  | 2 – 3 | 7 – 1     | 2 – 0   | 4 – 2   | 3 – 4      | 3 – 0     | 2 – 0 | 3 – 0 | 3 – 0   | 3 – 1 | 4 – 2      |

### KNVB beker
| Groepsfase                                          | PSV                                            | 3 – 0 (1 – 0) | Helmondia '55                                                       |
| 19 september 1965 Plaats: Eindhoven Philips Stadion | Willy van der Kuijlen 12', 60' Piet Giesen 89' |               |                                                                     |
| Groepsfase                                          | Helmondia '55                                  | 1 – 3 (0 – 1) | Baronie                                                             |
| 7 november 1965 Plaats: Helmond De Braak            | Lambert Kreekels 83' (pen.)                    |               | 20' Addy Brouwers 65' Gerrie Deijkers 84' (pen.) Piet van den Broek |
| Groepsfase                                          | Eindhoven                                      | 0 – 0         | Helmondia '55                                                       |
| 2 januari 1966 Plaats: Eindhoven Aalsterweg         |                                                |               |                                                                     |

## Statistieken Helmondia '55 1965/1966

### Eindstand Helmondia '55 in de Nederlandse Tweede divisie B 1965 / 1966
| Stand | Gespeeld | Gewonnen | Gelijk | Verloren | Punten | Doelpunten voor | Doelpunten tegen |
| ----- | -------- | -------- | ------ | -------- | ------ | --------------- | ---------------- |
| 12e   | 28       | 10       | 2      | 16       | 22     | 49              | 74               |

### Topscorers
| #      | Naam               | Goal |
| ------ | ------------------ | ---- |
| 1.     | Lambert Kreekels   | 25   |
| 2.     | Willie Heesakkers  | 9    |
| 3.     | George Voorjans    | 4    |
| 4.     | Rene van der Weele | 3    |
| 5.     | Loek Chatrou       | 2    |
| 6.     | Cor Clynck         | 1    |
| 6.     | Peter Houts        | 1    |
| 6.     | Gerrie van Melis   | 1    |
| 6.     | Van Mierlo         | 1    |
| 6.     | Lambert Timmers    | 1    |
| 6.     | Jan Verhoeven      | 1    |
| Totaal | Totaal             | 49   |

| #      | Naam             | Goal |
| ------ | ---------------- | ---- |
| 1.     | Lambert Kreekels | 1    |
| Totaal | Totaal           | 1    |